# 大代古墳
大代古墳（おおしろこふん）は、徳島県鳴門市大津町大代にある古墳。形状は前方後円墳。国の史跡に指定されている（史跡「鳴門板野古墳群」のうち）。
2000年に道路建設に伴う事前調査で古墳であることが確認され、発掘調査されている。

## 概要
2000年に四国横断自動車道建設に伴う徳島県埋蔵文化財センターによる事前調査により、道路予定地の尾根上に前方後円墳1基と周囲に円墳2基が確認された。前方後円墳（大代古墳）からは竪穴式石室とその内部の刳抜式舟形石棺が発掘されて、多数の遺物が出土した。当初、建設工事は古墳を破壊するオープンカット工法の予定であったが、トンネル工法に変更され、現地保存されることとなった。

### 墳丘
全長54メートル、後円部南北径約31メートル、同東西径約45メートル、前方部約23メートル、くびれ部幅約18メートル、前方部前面幅約21メートルで墳高は後円部約6.7メートル、前方部で約3.3メートルを測る。前方部、後円部ともに2段築成である。葺石は斜面全体ではなく、裾部を列石状に区画する。和泉砂岩（徳島県からも産出する）を主体とする割石と河原石を併用し、根石に人頭程度の礫石も使用されている。墳丘第1段テラス、前方部頂におい円筒埴輪が確認されており、後円部の各所（墳丘全体が発掘調査された訳ではない）からは円筒埴輪片、朝顔形埴輪片のほか家形埴輪片、盾形埴輪埴輪片、盾形埴輪も出土している。これらは後円部頂に樹立されていたと考えられる。

### 主体部

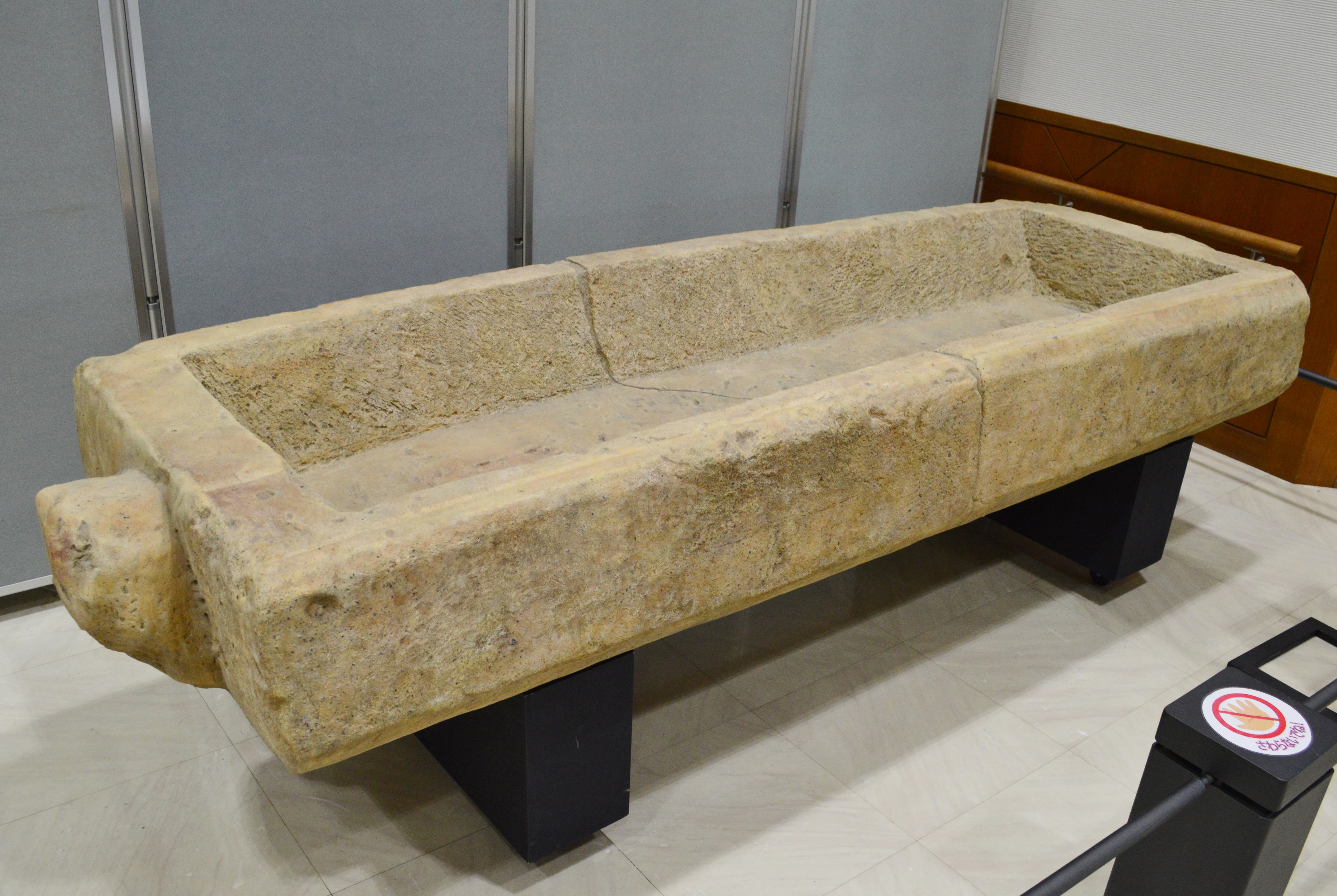
舟形石棺（複製）徳島県立埋蔵文化財総合センター展示。

後円部中央に南北を主軸として竪穴式石室が構築されており、石室内部には刳抜式舟形石棺が安置されていた。石室上半は大規模な盗掘を受けており、上部構造は不明である。また石棺の蓋も遺存していなかった。地山を掘り込んで南北約7.4メートル、東西4.5メートルの長方形の墓壙を設け石室を構築している。石室は内法で長さ3.7メートル、北小口幅1.1メートル、南小口幅1.0メートルで北の小口幅がやや広くなっている。すべて結晶片岩を使用しており、壁体は北小口で7段35センチ、南小口で2段10センチの高さで残存していた。石棺は竪穴式石室中央に安置されており、縄突起を含む全長が2.84メートル、内法長2.23メートル、全幅87センチ、内法上端幅66センチ、深さは約42センチ、同内法24センチを測る。刳抜式舟形石棺であり、香川県大川郡に産する火山岩の白色凝灰岩の可能性が強い。石棺の内外全面には水銀朱の塗布が確認され、1部に明瞭に遺存する。被葬者は北向きに埋葬されていたようである。

### 副葬品
副葬品のほとんどは原位置を遊離して検出された。原位置に近い状態で出土した遺物は石棺内床面で滑石製臼玉28、緑色凝灰岩製管玉1、石棺外に沿えられていた鉄剣1のみである。盗掘埋土より出土した遺物には銅鏡片（獣形鏡）2、管玉4、臼玉510、銅鏃7、鉄鏃26、鉄剣片10、鉄刀片4、鉄矛（鉾）片7、短甲（長方板革綴短甲）1、鋤先2、鉄斧5、刀子15、鉇16、鉄鎌2、鉄鎌1、鑿2などがある。また、主体部の南東部分の土壙状の落ち込み部分からは碧玉製勾玉、緑色凝灰岩製大形管玉2、緑色凝灰岩製管玉8、銅鏡片2などが出土している。

### 大代古墳の被葬者像
同種の火山岩製の刳抜式石棺の出土例は香川県津田湾岸の伝・大日山古墳、けぼ山古墳、赤山古墳など
香川県の6例のほか、岡山県鶴山丸山古墳、大阪府久米田貝吹山古墳が知られる。大代古墳の被葬者は西方約40キロの津田湾岸の首長と密接な関係を有しながら、付近の港湾を掌握した首長であったことが想定される。また、東方の大阪府貝吹山古墳に至る鳴門海峡・紀淡海峡をまたぐ石棺搬出ルートの存在が考えられ、これらのことから、当時の各地の首長の広域的同盟関係や政治的支配体制なども検討課題として今後浮上してくることも考えられる。